# Campo de Aliste (Red Natura 2000)
El Campo de Aliste es un espacio natural protegido por la Red Natura 2000 en la provincia de  Zamora (Castilla y León, España).
Se sitúa en un amplio valle, entre los ríos Aliste y Cebal y las estribaciones de la sierra de la Culebra. Las figuras de protección existentes son las de Lugar de Importancia Comunitaria con código ES4190133 (2.204,75 ha) y la de Zona de Especial Protección para las Aves con código ES0000358 (6.124,74 ha).

## Ubicación

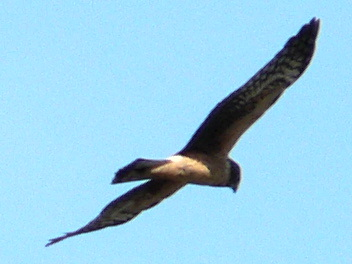
Aguilucho pálido, una de las especies significativas por la que se declaró ZEPA al «Campo de Aliste».

Se encuentra ubicado al oeste de la provincia de Zamora, dentro de la comarca natural de Aliste.
Afecta parcialmente a los municipios de Figueruela de Arriba, Mahíde, Rabanales, San Vicente de la Cabeza y San Vitero.
Consiste en un amplio valle entre los ríos Aliste y Cebal y las estribaciones de la sierra de la Culebra, con cotas que sobrepasan los 850 metros hasta los 952 metros del cerro de «Las Cercas». 
| PROVINCIA | CÓDIGO | MUNICIPIO                | FIGURA RN2000 | CÓDIGO UE | NOMBRE DEL LUGAR | ÁREA LUGAR | SUPERFICIE EN EL MUNICIPIO (ha) | % DEL MUNICIPIO | % DEL TOTAL DEL LUGAR |
| --------- | ------ | ------------------------ | ------------- | --------- | ---------------- | ---------- | ------------------------------- | --------------- | --------------------- |
| Zamora    | 49069  | Figueruela de Arriba     | LIC           | ES4190133 | Campo de Aliste  | 2.204,75   | 1.012,85                        | 7               | 45,9                  |
| Zamora    | 49069  | Figueruela de Arriba     | ZEPA          | ES0000358 | Campo de Aliste  | 6.124,74   | 1.015,56                        | 7               | 16,6                  |
| Zamora    | 49104  | Mahíde                   | LIC           | ES4190133 | Campo de Aliste  | 2.204,75   | 300,10                          | 3               | 13,6                  |
| Zamora    | 49104  | Mahíde                   | ZEPA          | ES0000358 | Campo de Aliste  | 6.124,74   | 1.198,83                        | 11              | 19,6                  |
| Zamora    | 49172  | Rabanales                | ZEPA          | ES0000358 | Campo de Aliste  | 6.124,74   | 125,17                          | 2               | 2,0                   |
| Zamora    | 49208  | San Vicente de la Cabeza | ZEPA          | ES0000358 | Campo de Aliste  | 6.124,74   | 2.314,80                        | 44              | 37,8                  |
| Zamora    | 49209  | San Vitero               | LIC           | ES4190133 | Campo de Aliste  | 2.204,75   | 891,81                          | 14              | 40,4                  |
| Zamora    | 49209  | San Vitero               | ZEPA          | ES0000358 | Campo de Aliste  | 6.124,74   | 1.470,39                        | 23              | 24,0                  |

## Descripción
En los sectores de menor altitud, predominan los matorrales y pastizales, pequeños terrenos cultivados de cereal de secano y masas arbóreas de pinares y robledales, algunos de cierta entidad. Junto a las márgenes de los ríos, predominan los bosques de ribera en buen estado de conservación y las huertas en las cercanías de los núcleos de población. En la cotas más elevadas del norte de este espacio, hay importantes masas forestales de quercíneas y coníferas. 
Dentro de este espacio, destaca el hábitat denominado "lagunas temporales mediterráneas", aquí presente con relativa abundancia. Las especies de flora más representativas de este hábitat son la Littorella uniflora, Isoetes setaceum, Eryngium galioides, Eryngium corniculatum.
En este territorio tienen especial interés por la población reproductora de especies esteparias que nidifican en los campos agrícolas y pastizales. Entre ellos destacan el aguilucho cenizo, el aguilucho pálido, el sisón y varias especies de aláudidos que alcanzan altas densidades. 
También hay registros habituales de ejemplares de águila raeal, alimoche, buitre leonado, buitre negro y halcón peregrino que utilizan el espacio como zona de alimentación.
Además, también hay poblaciones reproductoras de águila culebrera, águila calzada, alcaudón dorsirrojo alcaraván, bisbita campestre, cigüeña blanca, cogujada montesina, curruca rabilarga, chotacabras gris, elanio azul, escribano hortelano, martín pescador, milano negro, milano real, terrera común y la totovía.